# 12828 Batteas
12828 Batteas è un asteroide della fascia principale. Scoperto nel 1997, presenta un'orbita caratterizzata da un semiasse maggiore pari a 2,2611837 UA e da un'eccentricità di 0,1343048, inclinata di 3,68600° rispetto all'eclittica.